# Vancé
Vancé là một xã trong tỉnh Sarthe ở tây bắc nước Pháp. Xã này nằm ở khu vực có độ cao từ 77-156 mét trên mực nước biển.